# Javagylling
Javagylling (Oriolus cruentus) är en fågel i familjen gyllingar inom ordningen tättingar.

## Utseende och läte
Javagylling är en udda, mörk gylling. Hanen är glansigt svart med karmosinrött på bröstet och i en fläck på vingen. Honan är matt svart med smutsskärt på bröst och buk. Svartgyllingen kan vara rätt lik, men notera javagyllingens svarta undergump och mörka näbb. Bland lätena hörs kattlika jamanden och hårdare och vassare ”kek” och ”chep”.
Den mycket lika arten svartröd gylling (O. consanguineus, tidigare behandlad som del av cruentus, se nedan) har mer rött på bröst och vingar samt grönglansigt svart på ovansida och rygg (ej mattsvart).

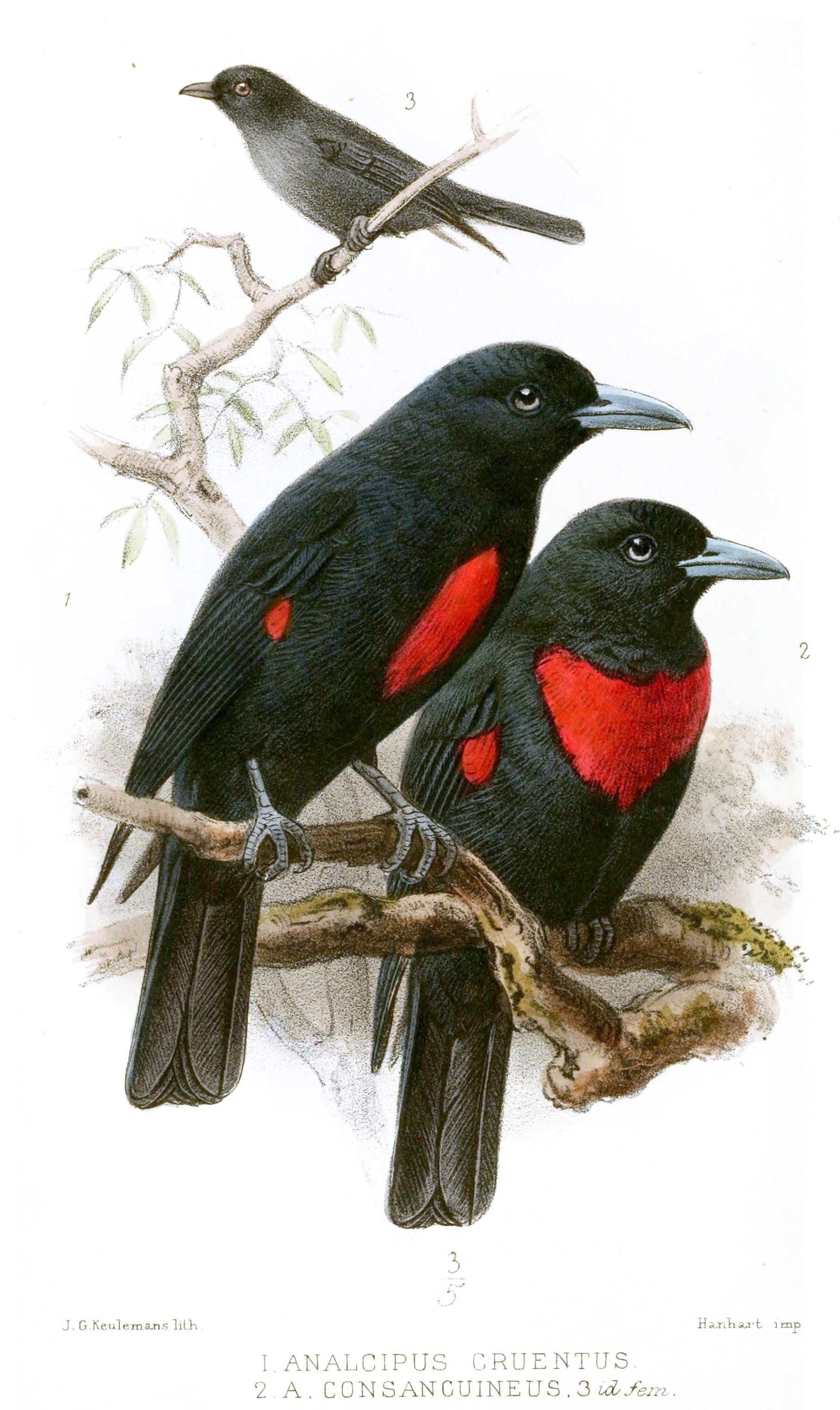
Illustration som visar skillnaderna mellan hane javagyllingen till vänster och hane svartröd gylling till höger.

## Utbredning och systematik
Javagylling förekommer endast på Java. Tidigare inkluderades svartröd gylling (O. consanguineus) i arten, men denna urskiljs allt oftare som egen art baserat på skillnader i utseende, läte och genetik. I samband med uppdelningen flyttades det svenska trivialnamnet svartröd gylling över från cruentus till consanguineus.

## Status
IUCN anser att kunskapen om javagyllingen anses vara för begränsad för att den ska placeras i en hotkategori.